# Arche (astronomia)
Arche (dal greco Αρχη), o Giove XLIII, è un satellite naturale irregolare del pianeta Giove. È stato scoperto da una squadra di astronomi dell'Università delle Hawaii guidati da S. Shepperd nel 2002 e ha ricevuto la designazione provvisoria S/2002 J 1.

## Denominazione
Ha ricevuto la denominazione definitiva il 30 marzo 2005. Secondo la mitologia greca, Arche è una delle muse, che si aggiunge alle tre iniziali (Aede, Melete e Mneme), figlie di Zeus e Mnemosine.

## Caratteristiche
Arche ha un diametro di circa 3 km; appartiene al gruppo di Carme, composto da satelliti retrogradi ed irregolari, che orbitano attorno a Giove ad una distanza compresa fra i 23 e i 24 milioni di chilometri, con un'inclinazione orbitale pari a circa 165° rispetto all'eclittica (162° rispetto al piano equatoriale di Giove); l'orbita è caratterizzata da un movimento retrogrado con un'eccentricità orbitale di 0,149.